# Litteraturåret 1982

## Händelser
- 22 mars – 150-årsminnet av författaren Johann Wolfgang von Goethes död uppmärksammas i Västtyskland och Östtyskland.[1]
- 15 april – Gunnel Vallquist väljs som fjärde kvinna in i Svenska Akademien, där hon efterträder avlidne Anders Österling på stol nummer 13.[1]
- 15 maj – Lars Ardelius väljs till ny ordförande Sveriges Författarförbund.[1]
- 5 juni – Fritiof Nilsson Piraten Sällskapet bildas.
- 18 juli – Skånske skalden Gabriel Jönsson firas på 90-årsdagen.[1]
- 20 december – Gunnel Vallquist tar som fjärde kvinna sitt inträde i Svenska Akademien.[1]

## Priser och utmärkelser
- Nobelpriset – Gabriel García Márquez, Colombia[2]
- ABF:s litteratur- & konststipendium – Karl Rune Nordkvist
- Aftonbladets litteraturpris – Willy Granqvist
- Aniarapriset – Lars Norén
- Astrid Lindgren-priset – Inger Brattström
- Bellmanpriset – Artur Lundkvist
- BMF-plaketten – P.C. Jersild för Efter floden
- Carl Emil Englund-priset – Folke Isaksson för Tecken och under
- Dan Andersson-priset – Gunnar Turesson
- De Nios Vinterpris – Gunnar Adolfsson
- De Nios översättarpris – Caj Lundgren, Lars Erik Blomqvist, Tord Bæckström och Ulrika Wallenström
- Doblougska priset – P.C. Jersild, Sverige och Gunvor Hofmo, Norge[1]
- Elsa Thulins översättarpris – Arne Lundgren
- Frank Heller-priset – Jan Håkansson
- Gun och Olof Engqvists stipendium – Bengt Holmqvist
- Hedenvind-plaketten – Ivar Lo-Johansson
- Kellgrenpriset – Gunnel Ahlin, Lars Ahlin
- Landsbygdens författarstipendium – Greta Jakobsson och Gunnar Kieri
- Letterstedtska priset för översättningar – Mårten Edlund för översättningen av Isaac Bashevis Singers Jacobys hus
- Litteraturfrämjandets stora pris – Tomas Tranströmer[1]
- Litteraturfrämjandets stora romanpris – Theodor Kallifatides[1]
- Neustadtpriset – Octavio Paz, Mexiko
- Nordiska rådets litteraturpris – Sven Delblanc, Sverige för romanen Samuels bok[1]
- Petrarca-Preis – Ilse Aichinger
- Rabén & Sjögrens översättarpris – Lars Gustav Hellström
- Schückska priset – Lars Furuland
- Signe Ekblad-Eldhs pris – Lars Andersson
- Stig Carlson-priset – Erik Beckman
- Svenska Akademiens tolkningspris – Judith Moffett
- Svenska Akademiens översättarpris – Irmgard Pingel
- Svenska Dagbladets litteraturpris – Lars Andersson för Bikungskupan
- Sveriges Radios Lyrikpris – Eva Runefelt
- Tidningen Vi:s litteraturpris – Torgny Lindgren
- Tollanderska priset – Lorenz von Numers
- Östersunds-Postens litteraturpris – Torgny Lindgren
- Övralidspriset – Alf Åberg

## Nya böcker

### 0 – 9
- 1960-talet (memoarbok) av Tage Erlander[1]
- 2010 – Andra rymdodyssén av Arthur C. Clarke
- 8 variationer av Willy Kyrklund

### A – G
- Andarnas hus av Isabel Allende
- Anima av Birgitta Trotzig
- Arken av Peter Nilson [3]
- Barndom av Jan Myrdal [3]
- Bikungskupan av Lars Andersson
- Den andra av Katarina Frostenson
- Den flyende mannen av Stephen King
- Der Film in Worten av Rolf Dieter Brinkmann
- Det enda trädet av Stephen R. Donaldson
- Dussinet fullt. Skriftställning 12 av Jan Myrdal
- Efter floden av P.C. Jersild [3]
- En ettas dagbok av Viveca Lärn[4]..
- Europé av Håkan Sandell
- Evighetens barnbarn av Elsa Grave
- Filmfursten av Torbjörn Säfve

### H – N
- Hannibal Segraren av Lars Ahlin och Gunnel Ahlin
- Hedningarnas förgård av Vibeke Olsson
- Hjälten av Peter Kihlgård
- Hundarnas himmel av Per Gunnar Evander
- I det stora hela av Ernst Brunner
- Kyrkofursten som blev klosterbroder av Jan Arvid Hellström
- Livet, universum och allting av Douglas Adams
- Manschettvisa av Peter Kihlgård
- Memoarer. Del 2, 1759–1774 av Giacomo Casanova
- Middag med döden av Jan Mårtenson
- Min första krets av Olof Lagercrantz[3]
- Min oskuld och Pearl Harbor av Charles Bukowski
- Mossbilder av Lars Andersson och Öivind Harsem

### O – U
- Ormens väg på hälleberget av Torgny Lindgren[3]
- Partiledarn avgår med döden av Bo Balderson
- Percy Wennerfors av Kristina Lugn
- På okänd planet av George Johansson
- Samuels döttrar av Sven Delblanc
- Schindlers ark av Thomas Keneally
- Senecas död av Sven Delblanc
- Skuggan över stenbänken av Maria Gripe
- Slaktningen vid Sju ekars kulle av Torgny Lindgren
- Slutet på världsnyheterna av Anthony Burgess
- Småländsk tjurfäktare av Astrid Lindgren[5]
- Stenens väktare av David Eddings
- Stiftelsen och tiden av Isaac Asimov
- Svenska akademien förr och nu av Lars Gyllensten
- Tröskeln av Ivar Lo-Johansson
- Utsikt från min trappa av Jan Mårtenson

### V – Ö
- Var är bus-Alfons? av Gunilla Bergström[6]

## Födda
- 8 juni – Henrik Bromander, svensk serietecknare och författare.
- 22 juni – Pernilla Berglund, svensk författare.

## Avlidna
- 1 mars – Harry Kullman, 63, svensk författare.
- 2 mars – Philip K. Dick, 53, amerikansk science fiction-författare.
- 19 mars – Macke Nilsson, 52, svensk journalist och författare.
- 6 april – Elsa Björkman-Goldschmidt, 94, svensk författare.[1]
- 6 mars – Ayn Rand, 77, rysk-amerikansk filosof och författare.
- 10 maj – Peter Weiss, 65, tyskfödd författare.[1]
- 23 juni – Helmer Linderholm, 66, svensk författare.
- 3 september – Frederic Dannay, 66, amerikansk författare, ena halvan av Ellery Queen.
- 6 september – Norman Collins, 74, brittisk romanförfattare och dramatiker.
- 30 oktober – Karl Ragnar Gierow, 78, svensk författare, ledamot av Svenska Akademien sedan 1961, ständig sekreterare 1964-1977.[1]
- 12 november – Eduardo Mallea, 79, argentinsk författare.
- 24 december – Louis Aragon, 85, fransk författare (dadaist).[1]
- 29 december – Edith Unnerstad, 82, svensk författare, mest känd för sina barnböcker.

### Fotnoter
1. 1 2 3 4 5 6 7 8 9 10 11 12 13 14   Horisont 1982. Bertmarks
2. ↑  ”Nobelpriset i litteratur”. https://www.nobelprize.org/prizes/lists/all-nobel-prizes-in-literature/. Läst 20 mars 2011.
3. 1 2 3 4 5  Gradvall, Nordström, Nordström, Rabe, Jan, Björn, Ulf, Anina. Tusen svenska klassiker. Norstedts Förlagsgrup. Läst 12
4. ↑  ”Viveca Lärn”. Arkiverad från originalet den 26 september 2011. https://web.archive.org/web/20110926012117/http://www.vivecalarn.com/litteraturlista.htm. Läst 21 mars 2011.
5. ↑  ”Astrid Lindgren”. http://www.astridlindgren.se/verken/bocker/antologier. Läst 21 mars 2011.
6. ↑  ”Alfons Åberg”. Arkiverad från originalet den 8 december 2012. https://web.archive.org/web/20121208044934/http://www.alfons.se/fakta_bok_alfons.asp. Läst 21 mars 2011.